# Mitsubishi G3M
El Mitsubishi G3M Rikko fue un bombardero medio usado por el Servicio Aéreo de la Armada Imperial Japonesa durante la Segunda Guerra Mundial. Su designación oficial en la Armada Japonesa era Avión de Ataque Basado en Tierra Tipo 96 (九六式陸上攻撃機 Kyūro kushiki rikujō kōgeki-ki), mientras que su nombre en clave para los Aliados era "Nell". El G3M se comenzó a fabricar en 1935 y fue el primer bombardero de gran alcance de la Armada Imperial Japonesa, fue predecesor del Mitsubishi G4M, que pasó a ser el principal bombardero japonés durante el conflicto mundial.

## Desarrollo
El Mitsubishi G3M debe su existencia a la petición del almirante Isoroku Yamamoto, que desempeñaba el puesto de director de la División Técnica de la Oficina Aeronáutica. Yamamoto solicitó en 1933 a la Armada Imperial Japonesa, el desarrollo de un avión capaz de lograr objetivos y labores de observación de largo alcance con base en tierra. 
Tanto la Nakajima Hikoki KK, como la Mitsubishi Jukogyo KK  aceptaron desarrollar un prototipo.
Sin embargo, la Mitsubishi presentó más tempranamente un prototipo denominado K-9. El prototipo desarrollado por Kiro Honjo como un avión de observación, tenía relativa envergadura, morro acristalado y estaba dotado con dos motores de doce cilindros en V, de 500 HP. El KA-9 presentaba además un tren retráctil y estaba diseñado para 3 tripulantes.
Su diseño era muy  estilizado en comparación con los de otros pares europeos.
El primer prototipo realizó su vuelo de pruebas en abril de 1934 y produjo muy buena impresión a los observadores de la Armada. El K-9 logró cubrir una excepcional distancia de 6000 km sin repostar. La empresa Nakajima intentó presentar un prototipo denominado LB-2 pero no despertó el interés de la Armada.
La Armada elevó un tanto las especificaciones del K-9 solicitando un tren de aterrizaje más robusto, capaz de trabajar en pistas rudimentarias y soportar un mayor peso, además de una mejora en la potencia motriz, ya que debería sustentar unos 800 kg de armamento ofensivo y tres cúpulas retráctiles de armamento defensivo con ametralladoras de 7,7 mm en cada montaje más una mirilla ventral delantera para el bombardeo en altura. El nuevo prototipo se denominó entonces K-15.
El K-15, fue entonces denominado prototipo 1; esta nueva serie presentaba dos motores Hiro tipo 91 potenciados, de 750 HP, refrigerados por líquido que propulsaba un eje acoplado a una hélice tetrapala de madera y un tren más robusto, el morro era sólido. 
Las pruebas fueron exitosas y la Armada solicitó en total 22 prototipos o variantes menores  desarrollados a partir del K-15 en que variaba la configuración de las hélices y una mayor potencia motriz. Ninguno de los prototipos presentaba un compartimiento de bombas. Un prototipo, el n.º 23 lo desarrollaría más tarde la Nakajima KK.

### Producciones y variantes introducidas

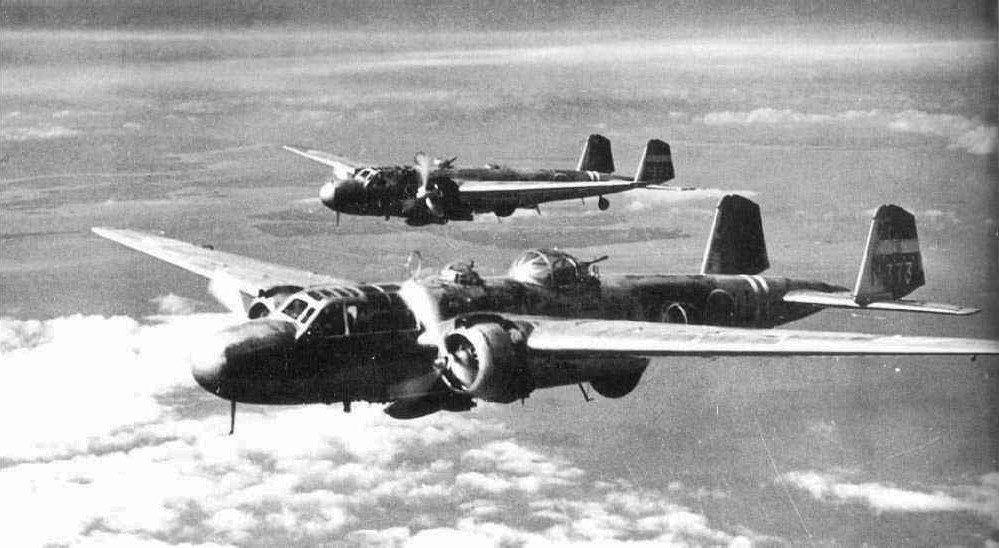
Dos bombarderos G3M2, el más cercano es un Modelo 22 y el otro un Modelo 21.

Finalmente, del total de 21 variantes iniciales presentadas se aprobó el prototipo n.º 4 que tenía una potencia motriz de 910 HP, podía cargar 3000 L de combustible y tenía hélices tripalas de madera. El tren se retraía parcialmente, poseía dos torretas acristaladas  dorsales retráctiles y una ventral también retráctil. El morro era sólido, el peso de su armamento ofensivo se mantuvo en 800 kg, que podía ser un torpedo o algunas bombas adosadas a la parte ventral del fuselaje.
Finalmente en 1936, se aprobó la producción del Mitsubishi G3M1 tipo 96 y se alcanzaron a producir unos 34 de esta configuración antes de introducir la variante G3M2 tipo 21 que tenía una potencia de 1070 HP y podía cargar unos 3800 L de combustible. Este modelo se construyó entre 1937 y 1938 con un total de 330 unidades. El armamento defensivo era de ametralladoras de 7,70 mm.
El G3M tipo 21 vio la acción en la segunda guerra sino-japonesa y mostró debilidades del armamento defensivo, vulnerabilidad ante incendios debido a que no existía la capacidad autosellante de los depósitos ante el fuego enemigo y pobres prestaciones a gran altitud.
En 1939 se introdujo la variante G3M tipo 22, la última variante de la Mitsubishi, con un total producido de 237 unidades, que poseía un incremento del calibre defensivo a 20 mm y la eliminación de la torreta ventral. La tripulación se incrementó de 4 a siete personas, el armamento de 7,70 mm se mantuvo para los flancos, además presentó mejores prestaciones a mayores alturas. El avión podía volar sin repostar  la impresionante distancia de 6.220 km. La empresa Nakajima obtuvo la licencia para construir el G3M tipo 22 en sus factorías.
En total entre la Mitsubishi y la Nakajima se construyeron un total de 1.049 unidades hasta 1941, año en que se introdujo brevemente la variante G3M3 de 1300 HP y capacidad de combustible de 5100 L.
Sin embargo, ese año la dirección de la Armada japonesa dio prioridad a la producción del bombardero Mitsubishi G4M como bombardero principal, relegando al G3M a tareas de transporte y operaciones en zonas continentales.

## Operadores
Japón
- Servicio Aéreo de la Armada Imperial Japonesa

## Historia operacional

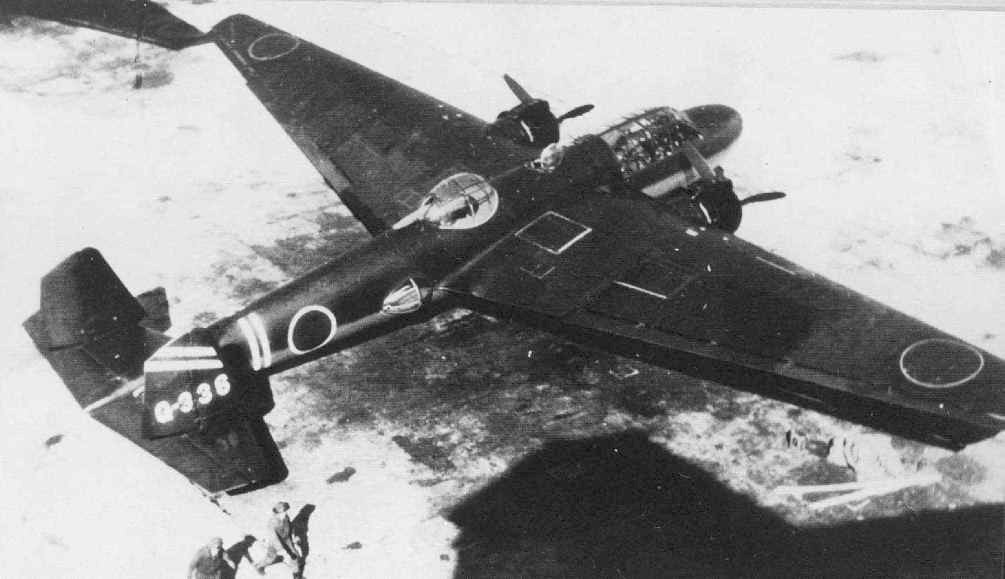
Un G3M del Genzan Kokutai (como se puede ver en código de la cola).

El Misubishi 3GM vio la acción en la guerra con China en 1937. La base estaba ubicada en la meridional isla de Kyushu de donde salían a bombardear objetivos en Taipéi, Formosa, la isla de Jeju, Hangchow, Kwangteh, los bombardeos de Nankín, Shanghái, Chongqing y otras regiones de China. Más tarde se establecieron bases en Indochina.
En la Segunda Guerra Mundial, el Mitsubishi G3M tipo 96 fue nombrado por los aliados como Nell  como código de identificación. Una unidad de observación fue desarrollada en 1940 para labores de  en Nueva Inglaterra, Guam y las Filipinas y fue disuelta en 1941.
El 8 de diciembre de 1941, paralelo al ataque a Pearl Harbor, una unidad de bombardeo, la 24.º escuadrilla asentada en las islas Marshall, bombardearon en dos oportunidades la Isla Wake destruyendo la mayor parte de la aviación en tierra antes de intentar el desembarco anfibio por parte de las unidades de Kajioka.
Quizás las acción más destacable de los Mitsubishi G3M fue la destrucción de la Fuerza Z, donde los acorazados ingleses HMS Repulse y HMS Prince of Wales fueron bombardeados desde gran altura y torpedeados, el 10 de diciembre de 1941 en el Golfo de Siam.
Durante el resto de la guerra, los G3M sirvieron además como aviones de transporte, observación y transporte de oficiales.

## Especificaciones (G3M2 Modelo 21)
Referencia datos: The Mitsubishi G3M "Nell"; Imperial Japanese Navy Bombers of World War Two; Japanese Aircraft of the Pacific War

### Características generales
- Tripulación: 7
- Longitud: 16,45 m
- Envergadura: 25 m
- Altura: 3,68 m
- Superficie alar: 75 m²
- Peso vacío: 4.965 kg
- Peso cargado: 8.000 kg
- Planta motriz: 2× Mitsubishi Ha-45 Kinsei, radiales de 14 cilindros en doble estrella.
  - Potencia: 802 kW (1075 HP; 1090 CV) cada uno.
- Hélices: 1× tripala por motor.

### Rendimiento
- Velocidad máxima operativa (Vno): 375 km/h (233 MPH; 202 kt)
- Velocidad crucero (Vc): 280 km/h (174 MPH; 151 kt)
- Alcance: 4400 km (2376 nmi; 2734 mi)
- Techo de vuelo: 9200 m (30 184 ft)
- Régimen de ascenso: 6 m/s (1181 ft/min)

### Armamento
- Ametralladoras: 4× Tipo 92 de 7,70 mm (una en la cabina, dos en sendas torretas laterales, y la otra en una torreta dorsal retráctil.

- Cañones: 1× Tipo 99 de 20 mm en la torreta superior.
- Bombas: 1x bomba de 800 kg
  - 2x bombas de 400 kg
  - 4x bombas de 200 kg
  - 8x bombas de 100 kg
  - 1× torpedo de lanzamiento aéreo

### Desarrollos relacionados
- Mitsubishi G4M

### Aeronaves similares
- North American B-25 Mitchell
- Armstrong Whitworth Whitley